# Národní demokratická strana (Egypt)
Národní demokratická strana (arabsky الحزب الوطني الديمقراطى‎) byla egyptskou politickou stranou. Strana byla založena v roce 1978 prezidentem Anvarem as-Sádátem.
Národní strana byla autoritářskou středovou stranou, která byla od svého založení nejsilnější v Egyptě. Strana byla soudním nařízením rozpuštěna v roce 2011, kdy po protestech rezignoval na post prezidenta její předseda Husní Mubárak.